# Рецептор урокиназы
Рецептор урокиназы (uPAR, CD87) — гликопротеин, рецептор, заякоренный на клеточной мембране гликозилфосфатидилинозитолом. Исторически был обнаружен как насыщаемый участок связывания урокиназы на поверхности клетки.

## Структура
Молекула белка состоит из 3 доменов семейства Ly-6/uPAR/альфа-нейротоксин. Все три домена необходимы для высокоафинного связывания с основным лигандом урокиназой. Белок содержит 4 участка гликозилирования, зрелый гликопротеин имеет молекулярную массу 50-60 кДа. Известна кристаллическая структура белка в комплексе с пептидным антагонистом рецептора и с естественным лигандом урокиназой.
Кроме собственно урокиназы связывается с другими лигандами: витронектином, маннозным рецептором (uPARAP) и интегринами.

## Физиологическое значение
Рецептор урокиназы является частью системы активации плазминогена, которая в здоровом организме участвует в процессе инволюции молочной железы и в заживлении ран. Такая реорганизация ткани требует деградации старой ткани. Деградация старой ткани в процессе протеолиза активируется плазминогеном. Рецептор урокиназы связывает урокиназу, что ограничивает и локализует активацию плазминогена.
Однако, компоненты системы активации плазминогена обнаруживаются с высоким уровнем экспрессии во многих злокачественных опухолях, что облегчает метастазирование опухоли. Ингибиторы плазминогеновой системы рассматриваются как потенциальные антираковые средства.
Кроме этого, рецептор урокиназы вовлечён и в непротеолитические онкологические процессы, такие как клеточная миграция, регуляция клеточного цикла и клеточная адгезия.
Связывание урокиназы с рецептором может привести к отщеплению заякоривающего рецептор гликозилфосфатидилинозитола и высвобождению в кровоток свободной формы рецептора.

## Взаимодействия
Рецептор урокиназы взаимодействует с LRP1.